# Cohade (Haute-Loire)
Pour les articles homonymes, voir Cohade.
Cohade est une commune française située dans le département de la Haute-Loire, en région Auvergne-Rhône-Alpes.

## Géographie

### Localisation
La commune de Cohade se trouve dans le département de la Haute-Loire, en région Auvergne-Rhône-Alpes.
Elle se situe à 63 km par la route du Puy-en-Velay, préfecture du département, et à 6 km de Brioude, sous-préfecture
Les communes les plus proches sont :
Azérat (2,8 km), Beaumont (3,7 km), Bournoncle-Saint-Pierre (4,4 km), Paulhac (4,5 km), Lamothe (4,8 km), Brioude (4,9 km), Vergongheon (5,6 km), Agnat (5,9 km).
|                         | Vergongheon | Azérat  |
| Bournoncle-Saint-Pierre | Cohade      |         |
| Beaumont                | Brioude     | Lamothe |

### Climat
Pour des articles plus généraux, voir Climat d'Auvergne-Rhône-Alpes et Climat de la Haute-Loire.
En 2010, le climat de la commune est de type climat du Bassin du Sud-Ouest, selon une étude du Centre national de la recherche scientifique s'appuyant sur une série de données couvrant la période 1971-2000. En 2020, Météo-France publie une typologie des climats de la France métropolitaine dans laquelle la commune est exposée à un climat de montagne ou de marges de montagne et est dans la région climatique Nord-est du Massif Central, caractérisée par une pluviométrie annuelle de 800 à 1 200 mm, bien répartie dans l’année.
Pour la période 1971-2000, la température annuelle moyenne est de 10,9 °C, avec une amplitude thermique annuelle de 17 °C. Le cumul annuel moyen de précipitations est de 603 mm, avec 7,3 jours de précipitations en janvier et 5,9 jours en juillet. Pour la période 1991-2020, la température moyenne annuelle observée sur la station météorologique de Météo-France la plus proche, « Fontannes », sur la commune de Fontannes à 7 km à vol d'oiseau, est de 11,4 °C et le cumul annuel moyen de précipitations est de 611,9 mm,. Pour l'avenir, les paramètres climatiques de la commune estimés pour 2050 selon différents scénarios d'émission de gaz à effet de serre sont consultables sur un site dédié publié par Météo-France en novembre 2022.

## Urbanisme

### Typologie
Au 1er janvier 2024, Cohade est catégorisée commune rurale à habitat dispersé, selon la nouvelle grille communale de densité à sept niveaux définie par l'Insee en 2022.
Elle appartient à l'unité urbaine de Brioude, une agglomération intra-départementale regroupant trois  communes, dont elle est une commune de la banlieue,,. Par ailleurs la commune fait partie de l'aire d'attraction de Brioude, dont elle est une commune de la couronne,. Cette aire, qui regroupe 39 communes, est catégorisée dans les aires de moins de 50 000 habitants,.

### Occupation des sols
L'occupation des sols de la commune, telle qu'elle ressort de la base de données européenne d’occupation biophysique des sols Corine Land Cover (CLC), est marquée par l'importance des territoires agricoles (85,9 % en 2018), en diminution par rapport à 1990 (95,9 %). La répartition détaillée en 2018 est la suivante :
terres arables (71,9 %), prairies (14 %), zones urbanisées (9,6 %), zones industrielles ou commerciales et réseaux de communication (4,5 %). L'évolution de l’occupation des sols de la commune et de ses infrastructures peut être observée sur les différentes représentations cartographiques du territoire : la carte de Cassini (XVIIIe siècle), la carte d'état-major (1820-1866) et les cartes ou photos aériennes de l'IGN pour la période actuelle (1950 à aujourd'hui).

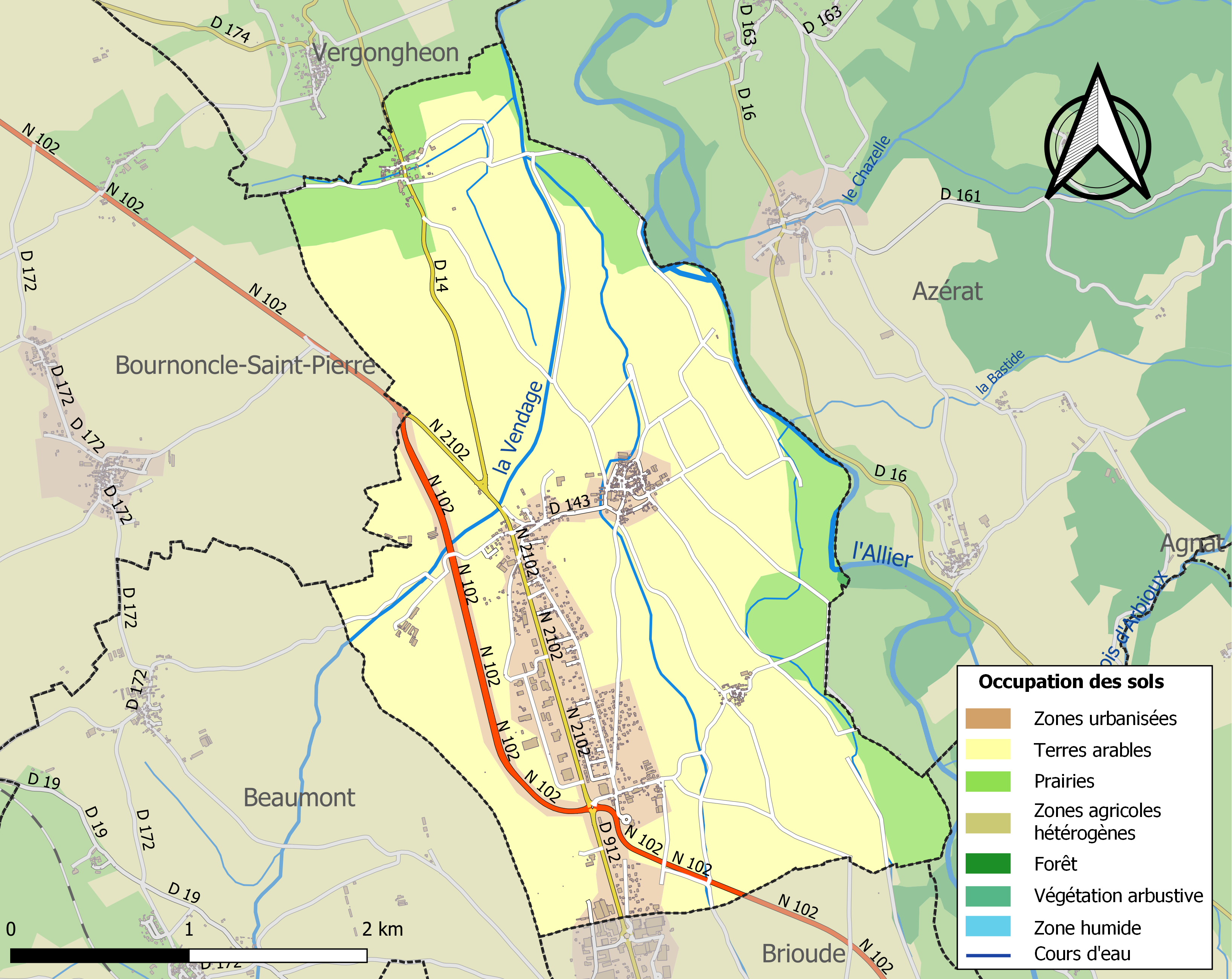
Carte des infrastructures et de l'occupation des sols de la commune en 2018 (CLC).
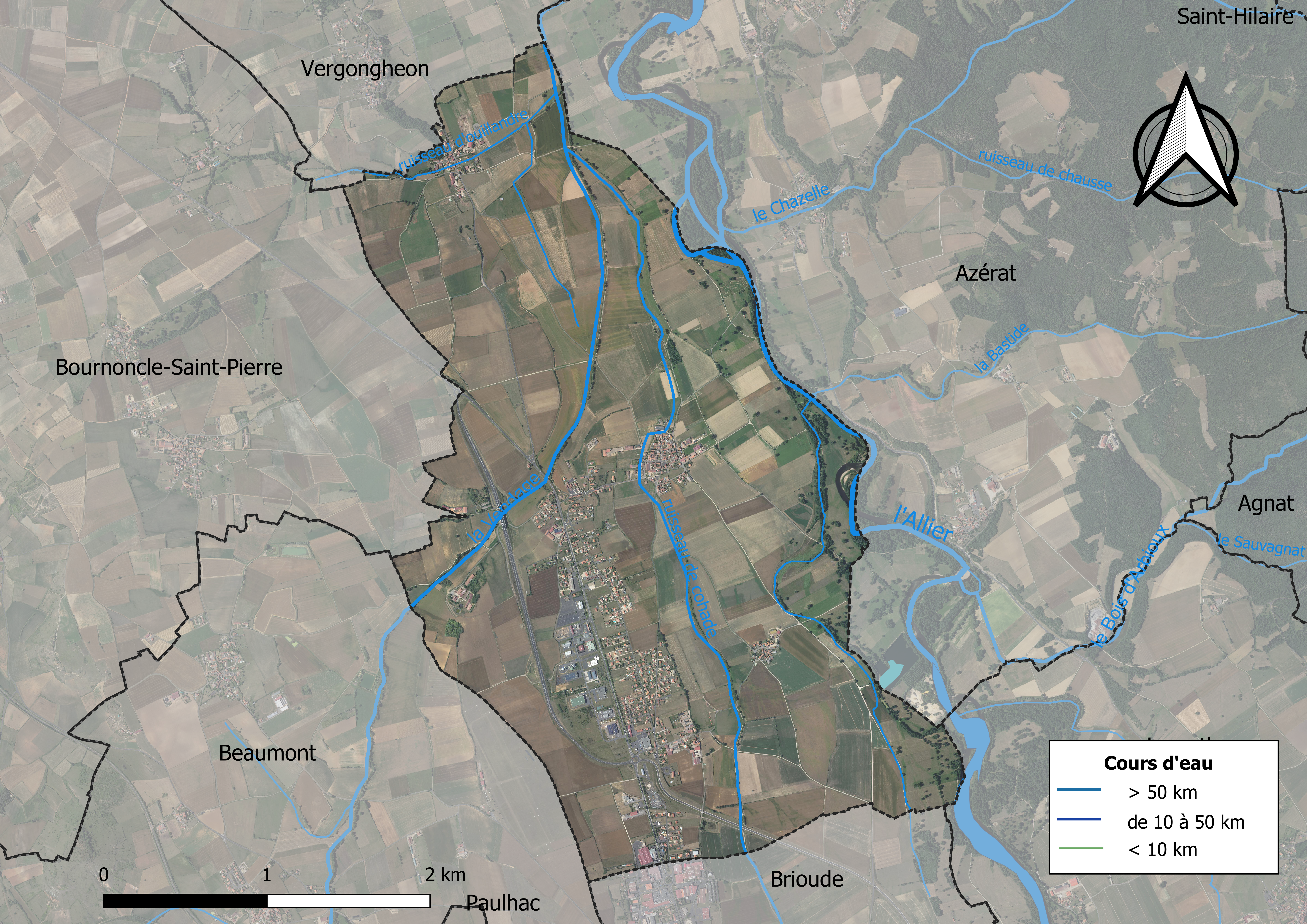
Carte orthophotographique de la commune.

### Habitat et logement
En 2018, le nombre total de logements dans la commune était de 415, alors qu'il était de 373 en 2013 et de 345 en 2008.
Parmi ces logements, 91,7 % étaient des résidences principales, 4,5 % des résidences secondaires et 3,8 % des logements vacants. Ces logements étaient pour 96,1 % d'entre eux des maisons individuelles et pour 3,6 % des appartements.
Le tableau ci-dessous présente la typologie des logements à Cohade en 2018 en comparaison avec celle de la Haute-Loire et de la France entière. Une caractéristique marquante du parc de logements est ainsi une proportion de résidences secondaires et logements occasionnels (4,5 %) inférieure à celle du département (16,1 %) mais supérieure à celle de la France entière (9,7 %). Concernant le statut d'occupation de ces logements, 77,4 % des habitants de la commune sont propriétaires de leur logement (80,8 % en 2013), contre 70 % pour la Haute-Loire et 57,5 pour la France entière.
| Typologie                                               | Cohade | Haute-Loire | France entière |
| ------------------------------------------------------- | ------ | ----------- | -------------- |
| Résidences principales (en %)                           | 91,7   | 71,5        | 82,1           |
| Résidences secondaires et logements occasionnels (en %) | 4,5    | 16,1        | 9,7            |
| Logements vacants (en %)                                | 3,8    | 12,4        | 8,2            |

### Voies de communication et transports
La RN 102 traverse la commune, sur laquelle se trouve le rond-point d'où part le contournement est de Brioude. Une importante zone industrielle et un parc hôtelier sont installés au lieu-dit Largelier.

## Histoire
La paroisse de Saint-Ferréol de Cohade a d'abord fait partie du diocèse de Clermont avant l'érection de celui de Saint-Flour en 1317 puis comme l'ensemble du Brivadois, elle a rejoint celui du Puy-en-Velay en 1822.
Au cours de la période révolutionnaire de la Convention nationale (1792-1795), la commune, alors appelée Saint-Ferréol-de-Cohade, a porté le nom de Cohade qu'elle a repris en 1884.

### Les Templiers et les Hospitaliers
Commanderie du Chambon : Lieu-dit L'Église du Chambon, ancienne commanderie templière devenue membre de la commanderie de Courtesserre des Hospitaliers de l'ordre de Saint-Jean de Jérusalem après la dévolution des biens de l'ordre du Temple. La chapelle existait encore après la Révolution française mais il ne subsiste aucun vestige.

## Politique et administration

### Découpage territorial
La commune de Cohade est membre de la communauté de communes Brioude Sud Auvergne, un établissement public de coopération intercommunale (EPCI) à fiscalité propre créé le 11 décembre 2018 dont le siège est à Brioude. Ce dernier est par ailleurs membre d'autres groupements intercommunaux.
Sur le plan administratif, elle est rattachée à l'arrondissement de Brioude, au département de la Haute-Loire, en tant que circonscription administrative de l'État, et à la région Auvergne-Rhône-Alpes.
Sur le plan électoral, elle dépend du canton de Brioude pour l'élection des conseillers départementaux, depuis le redécoupage cantonal de 2014 entré en vigueur en 2015, et de la deuxième circonscription de la Haute-Loire  pour les élections législatives, depuis le redécoupage électoral de 1986.

### Liste des maires
| Période                                  | Période   | Identité          | Étiquette | Qualité |
| ---------------------------------------- | --------- | ----------------- | --------- | ------- |
| Les données manquantes sont à compléter. |           |                   |           |         |
| mars 2001                                | mars 2014 | Roger Charbonnier | SE        |         |
| mars 2014                                | 2020      | Danielle Gilbert  |           |         |
| 2020                                     | En cours  | Philippe Faidit   |           |         |

## Population et société

### Démographie

#### Évolution démographique
L'évolution du nombre d'habitants est connue à travers les recensements de la population effectués dans la commune depuis 1793. Pour les communes de moins de 10 000 habitants, une enquête de recensement portant sur toute la population est réalisée tous les cinq ans, les populations de référence des années intermédiaires étant quant à elles estimées par interpolation ou extrapolation. Pour la commune, le premier recensement exhaustif entrant dans le cadre du nouveau dispositif a été réalisé en 2004.

En 2022, la commune comptait 868 habitants, en évolution de +1,76 % par rapport à 2016 (Haute-Loire : +0,36 %, France hors Mayotte : +2,11 %).
| 1793 | 1800 | 1806 | 1821 | 1831 | 1836 | 1841 | 1846 | 1851 |
| ---- | ---- | ---- | ---- | ---- | ---- | ---- | ---- | ---- |
| 424  | 413  | 416  | 518  | 568  | 605  | 613  | 657  | 662  |

| 1856 | 1861 | 1866 | 1872 | 1876 | 1881 | 1886 | 1891 | 1896 |
| ---- | ---- | ---- | ---- | ---- | ---- | ---- | ---- | ---- |
| 634  | 600  | 580  | 544  | 533  | 529  | 551  | 546  | 531  |

| 1901 | 1906 | 1911 | 1921 | 1926 | 1931 | 1936 | 1946 | 1954 |
| ---- | ---- | ---- | ---- | ---- | ---- | ---- | ---- | ---- |
| 507  | 509  | 476  | 407  | 422  | 423  | 399  | 357  | 392  |

| 1962 | 1968 | 1975 | 1982 | 1990 | 1999 | 2004 | 2006 | 2009 |
| ---- | ---- | ---- | ---- | ---- | ---- | ---- | ---- | ---- |
| 381  | 381  | 400  | 518  | 591  | 653  | 724  | 757  | 789  |

| 2014 | 2019 | 2022 | - | - | - | - | - | - |
| ---- | ---- | ---- | - | - | - | - | - | - |
| 834  | 884  | 868  | - | - | - | - | - | - |

#### Pyramide des âges
La population de la commune est relativement jeune.
En 2018, le taux de personnes d'un âge inférieur à 30 ans s'élève à 31,5 %, soit au-dessus de la moyenne départementale (31 %). À l'inverse, le taux de personnes d'âge supérieur à 60 ans est de 27,9 % la même année, alors qu'il est de 31,1 % au niveau départemental.
En 2018, la commune comptait 427 hommes pour 447 femmes, soit un taux de 51,14 % de femmes, légèrement supérieur au taux départemental (50,87 %).
Les pyramides des âges de la commune et du département s'établissent comme suit.
| Hommes | Classe d’âge | Femmes |
| ------ | ------------ | ------ |
| 0,2    | 90 ou +      | 0,7    |
| 6,2    | 75-89 ans    | 7,7    |
| 21,8   | 60-74 ans    | 19,0   |
| 23,6   | 45-59 ans    | 23,2   |
| 16,7   | 30-44 ans    | 17,9   |
| 13,9   | 15-29 ans    | 11,5   |
| 17,6   | 0-14 ans     | 19,9   |

| Hommes | Classe d’âge | Femmes |
| ------ | ------------ | ------ |
| 0,9    | 90 ou +      | 2,5    |
| 8,4    | 75-89 ans    | 11,7   |
| 20,4   | 60-74 ans    | 20,5   |
| 21,3   | 45-59 ans    | 20,3   |
| 16,8   | 30-44 ans    | 16,3   |
| 15,2   | 15-29 ans    | 13,2   |
| 17     | 0-14 ans     | 15,6   |

## Économie

### Revenus
En 2018, la commune compte 369 ménages fiscaux, regroupant 888 personnes. La médiane du revenu disponible par unité de consommation est de 21 110 € (20 800 € dans le département).

### Emploi
| Division       | 2008  | 2013  | 2018  |
| -------------- | ----- | ----- | ----- |
| Commune        | 5,2 % | 6,4 % | 6,4 % |
| Département    | 6,3 % | 7,7 % | 7,7 % |
| France entière | 8,3 % | 10 %  | 10 %  |

En 2018, la population âgée de 15 à 64 ans s'élève à 523 personnes, parmi lesquelles on compte 76,6 % d'actifs (70,1 % ayant un emploi et 6,4 % de chômeurs) et 23,4 % d'inactifs,. Depuis 2008, le taux de chômage communal (au sens du recensement) des 15-64 ans est inférieur à celui de la France et du département.
La commune fait partie de la couronne de l'aire d'attraction de Brioude, du fait qu'au moins 15 % des actifs travaillent dans le pôle,. Elle compte 380 emplois en 2018, contre 315 en 2013 et 314 en 2008. Le nombre d'actifs ayant un emploi résidant dans la commune est de 372, soit un indicateur de concentration d'emploi de 102,3 % et un taux d'activité parmi les 15 ans ou plus de 57,2 %.
Sur ces 372 actifs de 15 ans ou plus ayant un emploi, 63 travaillent dans la commune, soit 17 % des habitants. Pour se rendre au travail, 89,9 % des habitants utilisent un véhicule personnel ou de fonction à quatre roues, 0,8 % les transports en commun, 5 % s'y rendent en deux-roues, à vélo ou à pied et 4,3 % n'ont pas besoin de transport (travail au domicile).

## Culture locale et patrimoine

### Lieux et monuments
- Fortification du bourg.
- Tour d'Ouillandre.
- Chau de Flageac (des Martinon de F. 1887 Chevant).
- Largelier (au Large de l'Allier), lieu-dit associé à la légende de la sirène Cohalda[21].